# کاربید

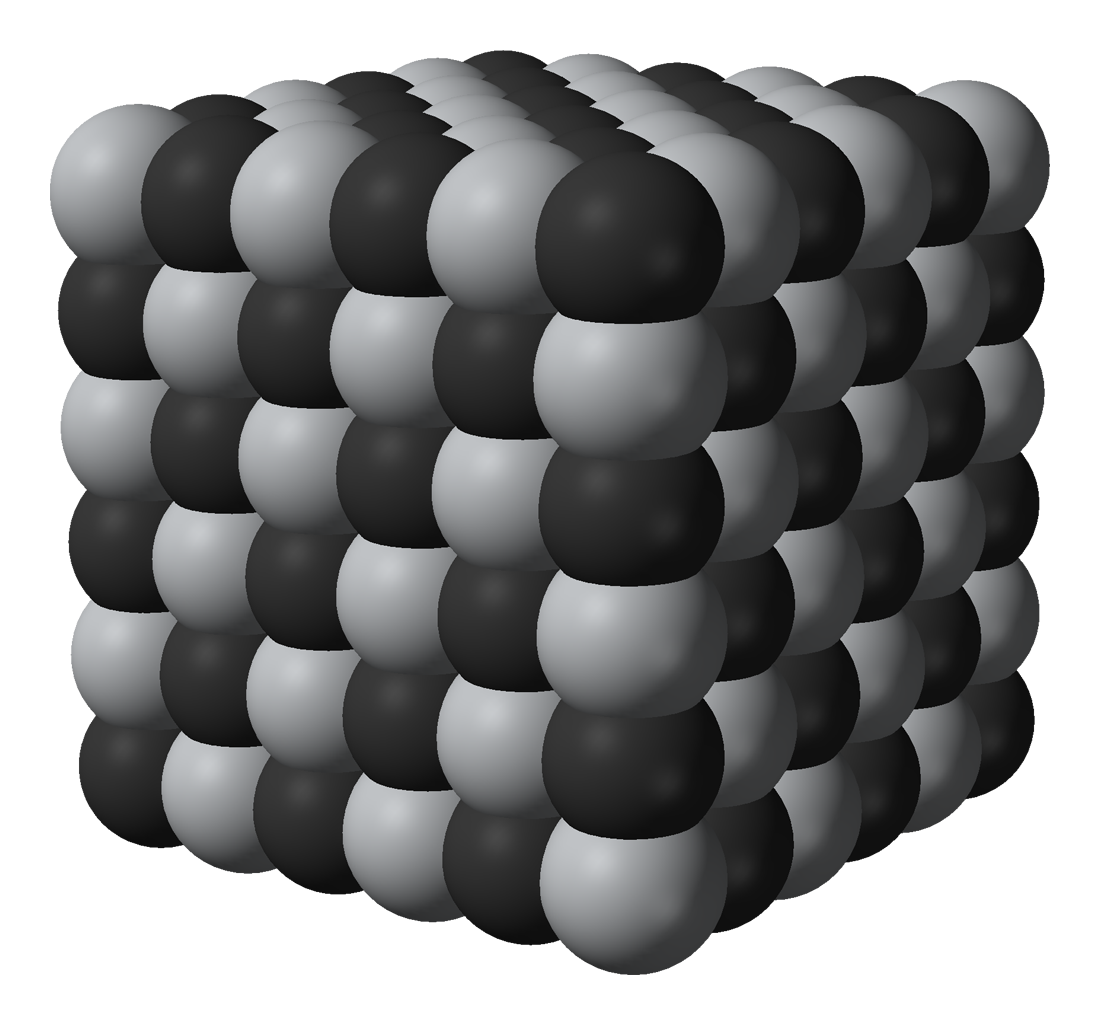
ساختار شبکه ای از کارباید تیتانیوم

در شیمی، کارباید معمولاً ترکیبی متشکل از کربن و فلز را توصیف می کند. در متالورژی، کاربایدینگ یا کربورسازی فرآیند تولید پوشش های کارباید بر روی یک قطعه فلزی است

## کاربایدهای بینابینی / فلزی

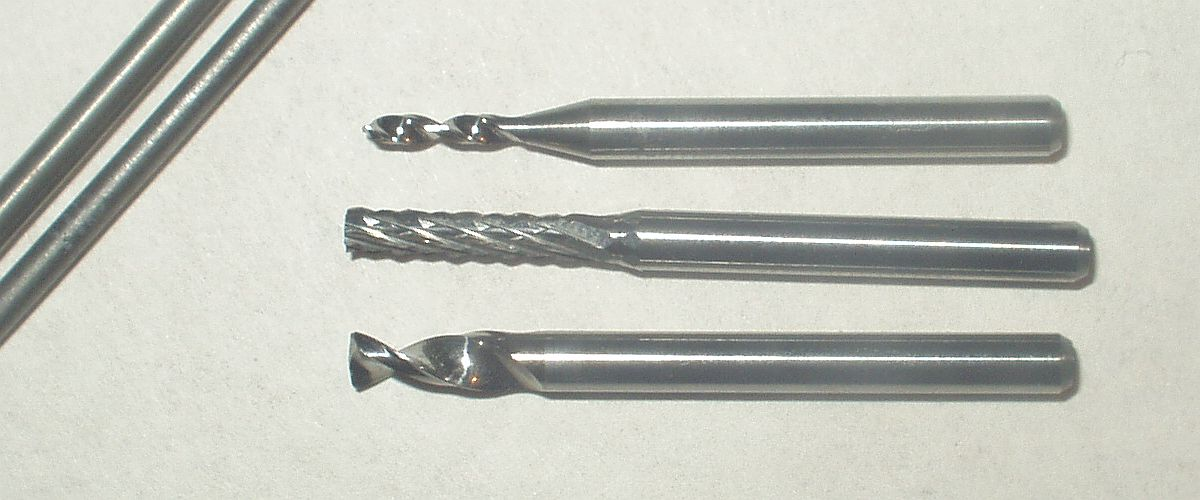
آسیاب انتهای کارباید تنگستن

کاربایدهای فلزات انتقالی گروه ۴، ۵ و ۶ (به جز کروم) که نیز میتوان گفت اغلب به عنوان نقص بین‌نشینی توصیف می شوند. این کاربایدها دارای خواص فلزی می‌باشند و نیز غیر استوکیومتری میباشند که به ما ابزاری جهت برش زنی و نیز کریستال دهی آن ها میدهد . برخی از آنها طیف وسیعی از استویکیومتری را نشان می دهند، که ترکیبی غیر استویکیومیتری از کاربایدهای مختلف ناشی از نقص های کریستالی است. برخی از آنها، از جمله کارباید تیتانیوم و کارباید تنگستنی از نظر صنعتی مهم هستند و برای پوشش فلزات در ابزار برش استفاده می شوند.
دیدگاه طولانی مدت این است که اتم‌های کربن در فاصله‌های هشت‌وجهی در یک شبکه فلزی بسته‌بندی شده قرار می‌گیرند، زمانی که شعاع اتم فلز بیشتر از تقریباً 135 بعد از ظهر است
- هنگامی که اتم‌های فلز به صورت مکعبی بسته می‌شوند، (ccp)، پس با پر کردن تمام قسمت‌های هشت‌وجهی با کربن، استوکیومتری ۱:۱ با ساختار سنگ نمک حاصل می‌شود. هنگامی که اتم های فلزی به صورت شش ضلعی بسته‌بندی شده‌اند، (hcp)، از آنجایی که فاصله های هشت وجهی مستقیماً در مقابل یکدیگر در دو طرف لایه اتم‌های فلز قرار دارند، تنها یکی از این اتم‌ها را با کربن پر می‌کنیم، استوکیومتری 2:1 با ساختار CdI2 حاصل می شود

جدول زیر ساختار فلزات و کاربایدهای آنها را نشان می دهد. در حقیقت دانشمندان بر این باورند (N.B. ساختار مکعبی در مرکز بدن که توسط وانادیم، نیوبیم، تانتالم، کروم، مولیبدن و تنگستن پذیرفته شده است یک شبکه بسته‌بندی نشده است.) علامت "h / 2" به ساختار نوع M2C اشاره دارد که در بالا توضیح داده شد، که فقط یک تقریبی است. شرح ساختارهای واقعی این دیدگاه ساده که شبکه فلز خالص اتم‌های کربن را "جذب" می‌کند، نادرست می‌باشد چون بسته‌بندی شبکه اتم فلز در کاربایدها با بسته بندی در فلز خالص متفاوت است، هرچند میتوان گفت که کربن اتم‌ها در فاصله‌های هشت‌وجهی یک شبکه فلزی بسته‌بندی شده قرار می‌گیرند
| فلز        | ساختار فلز خالص | شعاع فلزی (pm) | MC metal atom packing | ساختار MC | M2C بسته بندی اتم فلزی | ساختار M2C | کاربید های دیگر            |
| ---------- | --------------- | -------------- | --------------------- | --------- | ---------------------- | ---------- | -------------------------- |
| titanium   | hcp             | 147            | ccp                   | rock salt |                        |            |                            |
| zirconium  | hcp             | 160            | ccp                   | rock salt |                        |            |                            |
| hafnium    | hcp             | 159            | ccp                   | rock salt |                        |            |                            |
| vanadium   | bcc             | 134            | ccp                   | rock salt | hcp                    | h/2        | V4C3                       |
| niobium    | bcc             | 146            | ccp                   | rock salt | hcp                    | h/2        | Nb4C3                      |
| tantalum   | bcc             | 146            | ccp                   | rock salt | hcp                    | h/2        | Ta4C3                      |
| chromium   | bcc             | 128            |                       |           |                        |            | Cr23C6, Cr3C, Cr7C3, Cr3C2 |
| molybdenum | bcc             | 139            |                       | hexagonal | hcp                    | h/2        | Mo3C2                      |
| tungsten   | bcc             | 139            |                       | hexagonal | hcp                    | h/2        |                            |

برای مدت طولانی تصور می‌شد که فازهای غیر استوکیومتری با پر کردن تصادفی درزها بی‌نظم می‌شوند، با این حال ترتیب و رده‌بندی دامنه کوتاه و طولانی‌تر شناسایی شده است  آهن تعدادی کارباید، Fe3C،Fe7C3 وFe2C را تشکیل می دهد که شناخته شده‌ترین سمنتیت Fe3C است که در فولادها وجود دارد. این کاربایدها نسبت به کاربایدهای بینابینی واکنش پذیرتر هستند. به عنوان مثال، کاربایدهای کروم، منگنز، آهن، کبالت و نیکل همگی توسط اسیدهای رقیق و گاهی اوقات توسط آب دیده می شوند تا مخلوطی از هیدروژن و هیدروکربن به دست آید. این ترکیبات دارای ویژگی‌های مشترکی با بینا بینی و بی‌اثر و کاربایدهای نمکی فعال‌تر هستند 

با این حال اعتقاد دانشمندان و پژوهشگران بر این است که برخی فلزات مانند سرب و قلع تحت هیچ شرایطی نمی‌توانند تشکیل کارباید دهند. این مسئله به دلیل ویژگی‌های شیمیایی و ساختاری منحصر به فرد این فلزات است که مانع از واکنش آنها با کربن برای تشکیل ترکیبات کاربایدی می‌شود. با این حال، پژوهش‌های جدید نشان داده‌اند که یک کارباید تیتانیوم-قلع مخلوط وجود دارد که یک هادی دو بعدی است. این یافته جدید می‌تواند تاثیرات مهمی در زمینه علم مواد و فناوری‌های نوین داشته باشد، چرا که هادی‌های دو بعدی دارای ویژگی‌های الکترونیکی و مکانیکی خاصی هستند که می‌توانند در توسعه دستگاه‌های الکترونیکی پیشرفته و سایر کاربردهای صنعتی مورد استفاده قرار گیرند.

## طبقه بندی شیمیایی کاربیدها
کاربیدها را می توان به طور کلی بر اساس نوع پیوندهای شیمیایی به طریق زیر تقسیم بندی نمود:
1. نمکی (یونی)،
2. ترکیبات کووالانسی ،
3. ترکیبات بینابینی و
4. کاربیدهای فلزات واسطه "میانی".

به عنوان مثال می توان به کاربید کلسیم (CaC2)، کاربید سیلیکون (SiC)، کاربید تنگستن (WC) اشاره کرد، و سیمانیت (Fe3C) که هر کدام در کاربردهای صنعتی کلیدی مورد استفاده قرار می گیرند. نامگذاری کاربیدهای یونی سیستماتیک نیست

### کاربیدهای نمکی / شور / یونی
کاربیدهای نمکی از عناصر بسیار الکترومثبت مانند فلزات قلیایی، فلزات قلیایی خاکی، لانتانیدها، اکتینیدها و فلزات گروه 3 (اسکاندیم، ایتریم و لوتسیم) تشکیل شده اند. آلومینیوم از گروه 13 کاربید تشکیل می دهد، اما گالیم، ایندیم و تالیم تشکیل نمی دهند. این مواد دارای مراکز کربن ایزوله هستند که اغلب به عنوان "C4-" در متانیدها یا متیدها توصیف می شوند. دو واحد اتمی، "C2-2" در استیلیدها؛ و سه واحد اتمی، "C4-3" در آلیلیدها. ترکیب گرافیت KC8 که از بخار پتاسیم و گرافیت تهیه می شود و مشتقات فلز قلیایی C60 معمولاً به عنوان کاربید طبقه بندی نمی شوند.

#### متانیدها
متانیدها زیرمجموعه ای از کاربیدها هستند که با تمایل آنها به تجزیه در آب تولید کننده متان متمایز می شوند. سه نمونه عبارتند از کاربید آلومینیوم Al4C3، کاربید منیزیمMg2C و کاربید بریلیمBe2C
کاربیدهای فلزات واسطه شور نیستند: واکنش آنها با آب بسیار کند می باشد است که این موضوع از دید دانشممندان پنهان نبوده و معمولاً نادیده گرفته می شود. به عنوان مثال میتوان ذکر نمود، بسته به تخلخل سطح، 5 تا 30 لایه اتمی کاربید تیتانیوم هیدرولیز می شوند و متان را در عرض 5 دقیقه در شرایط محیطی تشکیل می دهند و پس از اشباع شدن واکنش
توجه داشته باشید که متانید در این زمینه یک نام تاریخی پیش پا افتاده است. با توجه به قراردادهای نامگذاری سیستماتیک IUPAC، ترکیبی مانند NaCH3 را "متانید" می نامند، اگرچه این ترکیب اغلب متیل سدیم نامیده می شود. برای اطلاعات بیشتر در مورد آنیون CH-3، گروه متیل# آنیون متیل را ببینید

#### استیلیدها/اتینیدها

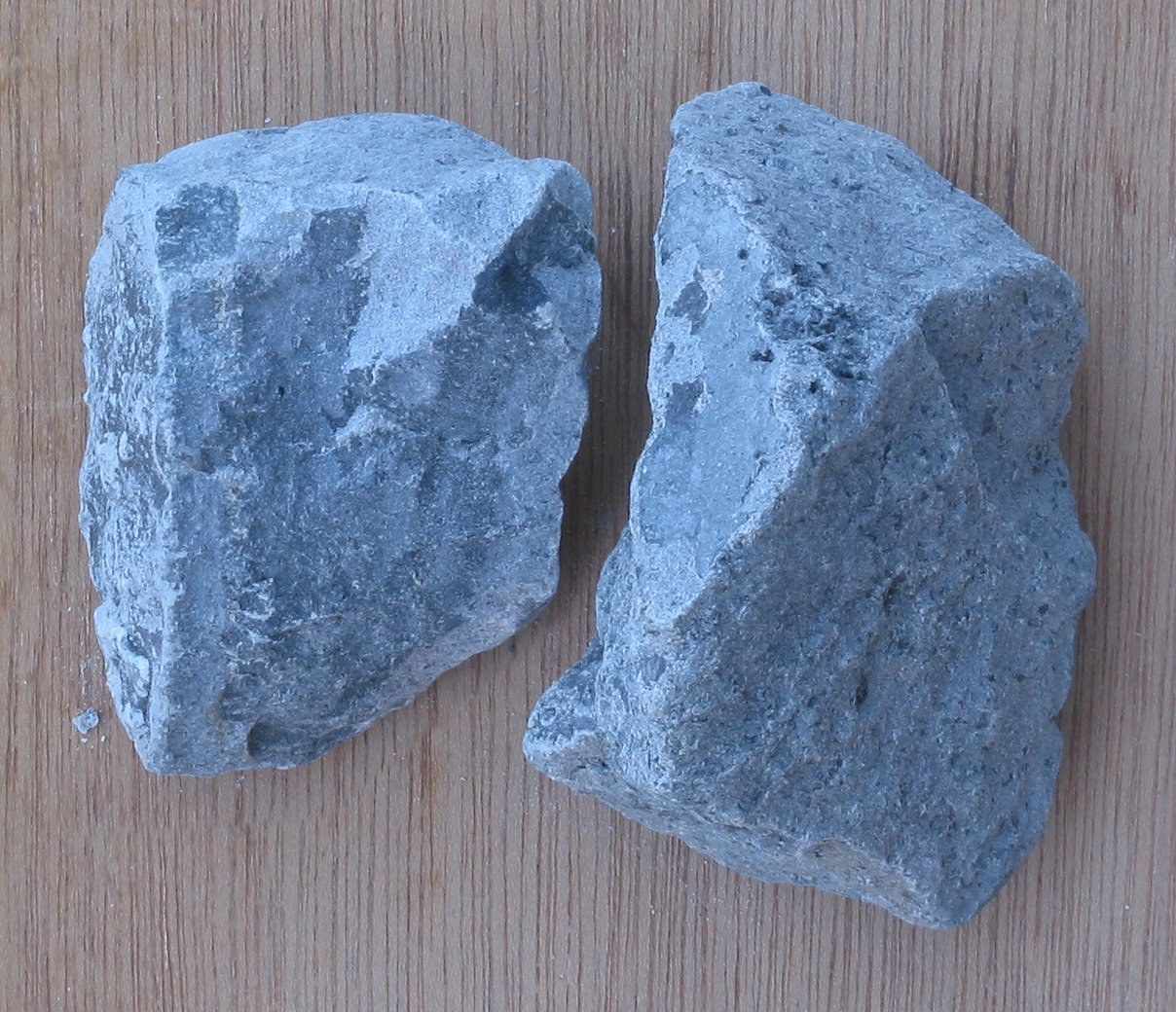
کاربید کلسیم

فرض می‌شود که چندین کاربید نمک‌های آنیون استیلید C2-2 (که به قیاس با پراکسید، پرکاربید نیز نامیده می‌شود) هستند، که دارای پیوند سه‌گانه بین دو اتم کربن است. فلزات قلیایی، فلزات قلیایی خاکی و فلزات لانتانوئیدی استیلیدها را تشکیل می دهند، به عنوان مثال، کاربید سدیم Na2C2، کاربید کلسیم CaC2 و LaC2. لانتانیدها نیز کاربیدها (سسکوی کاربیدها، در زیر را ببینید) با فرمول M2C3 تشکیل می دهند. فلزات گروه 11 نیز تمایل به تشکیل استیلیدها مانند مس (I) استیلید و استیل نقره دارند. کاربیدهای عناصر اکتینید، که دارای استوکیومتری MC2 و M2C3 هستند، نیز به عنوان مشتقات نمک مانند C2-2 توصیف می‌شوند

طول پیوند سه گانه C-C از 119.2 بعد از ظهر در CaC2 (مشابه اتین)، تا 130.3 بعد از ظهر در LaC2 و 134pm در UC2 متغیر است. پیوند در LaC2 بر حسب LaIII با الکترون اضافی که در اوربیتال آنتی پیوندی در C2-2 جابجا شده است، توصیف شده است و رسانایی فلزی را توضیح می دهد

#### آلیلیدها
یون چند اتمی C4-3، که گاهی اوقات آلیلید نامیده می شود، در Li4C3 و Mg2C3 یافت می شود. یون خطی است و با CO2 ایزوالکترونیک است. فاصله C–C در Mg2C3 133.2 بعد از ظهر است. Mg2C3Mg2C3 متیل استیلن، CH3CCH، و پروپادین، CH2CCH2 را در هیدرولیز تولید می‌کند، که اولین نشانه‌ای بود که حاوی C4-3 است

### کاربیدهای کووالانسی
کاربیدهای سیلیکون و بور به عنوان "کاربیدهای کووالانسی" توصیف می شوند، اگرچه تقریباً همه ترکیبات کربن دارای ویژگی کووالانسی هستند. کاربید سیلیکون دو شکل کریستالی عین هم دارد که هر دو مربوط به ساختار الماسی هستند
از طرف دیگردانشمندان طی تحقیقاتی که انجام دادند متوجه شدند، کاربید بور، B4C، ساختار غیرمعمولی دارد که شامل واحدهای بور ایکو وجهی است که توسط اتم‌های کربن به هم متصل شده‌اند. هرچند از این نظر کاربید بور مشابه بوریدهای غنی از بور است. کاربید سیلیکون (همچنین به عنوان کاربوراندوم شناخته می شود) و کاربید بور نیز ، هر دو مواد بسیار سخت و نسوز هستند. هر دو ماده از نظر صنعتی مهم هستند. همچنین لازم به ذکر میباشد که بور همچنین کاربیدهای کووالانسی دیگری مانند B25C را تشکیل می دهد.

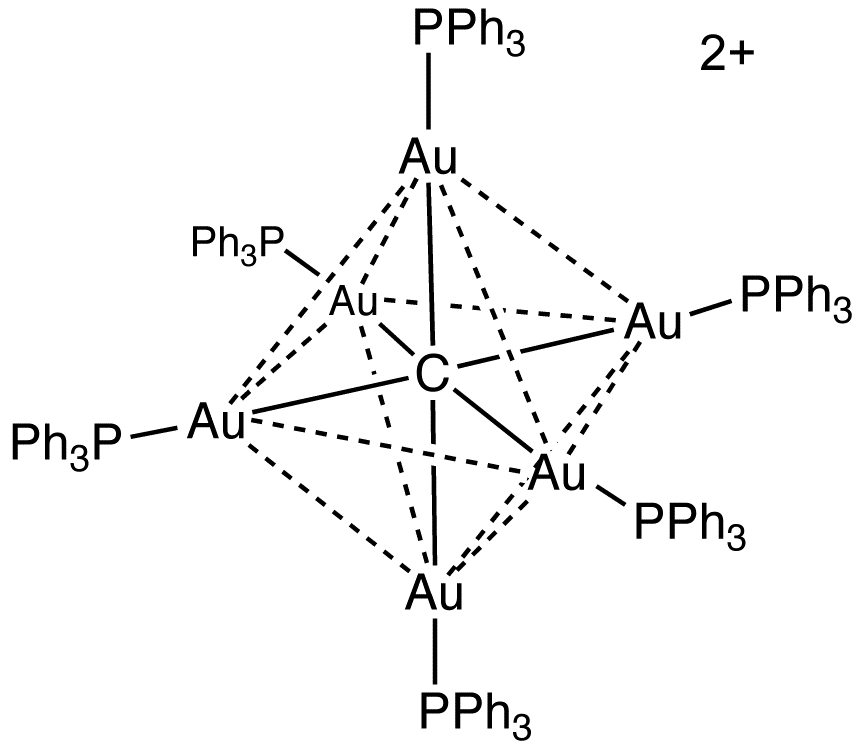
پیچیدگی [Au6C(PPh3)6](2+) ، که حاوی یک هسته کربن-طلا میباشد

ساختار های پیچیده ی فلزی حاوی C به عنوان ساختار های فلزی کاربیدو شناخته می شود . از مرسوم ترین این ساختار ها میتوان به خوشه های هشت وجهی کربن محور اشاره کرد، مانند[Au
6C(PPh
3)
6]2+ (که در آن "Ph" نشان دهنده یک گروه فنیل است) و [Fe 6 C(CO) 6 ] 2- . گونه های مشابه برای کربونیل های فلزی و هالیدهای فلزی اولیه شناخته شده اند. چند کاربید انتهایی جدا شده اند، مانند[CRuCl
2{P(C
6H
11)
3}
2] .
متالوکاربوهدرین ها (یا "مت - ماشین ها") خوشه و شاخه های پایدار با فرمول عمومی M
8C
12 هستند. که در آن M یک فلز واسطه است (Ti، Zr، V، و غیره).

## مواد مرتبط
مضاف بر کاربیدها، گروه های دیگری از ترکیبات مرتبط کربنی نیز وجود دارد که به شرح زیر می باشد: 
- ترکیبات بین گرافیت
- فولریدهای فلز قلیایی
- فولرن‌های درون‌هدرال ، جایی که اتم فلز درون یک مولکول فولرن محصور شده است.
- متالاکربوهدرن ها (مت-کارها) که ترکیبات خوشه ای حاوی واحدهای C2 هستند.
- کربن نانومتخلخل قابل تنظیم ، که در آن کلرزنی گازی کاربیدهای فلزی، مولکول‌های فلزی را حذف می‌کند تا یک ماده کربنی بسیار متخلخل و تقریباً خالص ایجاد کند که قادر به ذخیره انرژی با چگالی بالا است.
- کمپلکس های کربن فلزی انتقالی
- کاربیدهای فلزات واسطه دو بعدی: MXenes